# Valverde-Enrique (kommun)
Valverde-Enrique är en kommun i Spanien.   Den ligger i provinsen Provincia de León och regionen Kastilien och Leon, i den norra delen av landet, 250 km nordväst om huvudstaden Madrid. Antalet invånare är 189.